# COLOR OF SOUL
「COLOR OF SOUL」（カラー・オブ・ソウル）は、倖田來未の楽曲である。2001年10月3日にrhythm zoneから3作目のシングルとして発売された。

## 概要
このシングル以降からアメリカでの同時発売がなくなった。
一度もライブで披露することは無かったが、2015年にリリースされた12枚目のアルバム『WALK OF MY LIFE』のファンクラブ限定に付属された特典DVD「Koda Kumi 15th Anniversary First Class 2nd LIMITED LIVE at STUDIO COAST」内において初披露・ライブ映像化がされている。
当時の彼女はダイエットで悩んでおり、会社側からも、ダイエットが成功しなければPVをアニメーションにする、とされたため、後日そのことをTBS『中居正広の金曜日のスマたちへ』にて語った。結果、アニメーションにはならなかったものの、全体的に大幅なエフェクトが施されており、全身が映るようなシーンはほとんど無い作品となった。そのことで彼女は落ち込んでしまい、当時の交際相手に悔しくないのかと言われ、本格的なダイエットを決意したきっかけとなった。
カップリング曲の「It's too late」は、アルバム未収録となっている。
CDジャケットのアートワークは8月24日、ミュージック・ビデオは9月5日において、それぞれ撮影された。なお、ミュージック・ビデオで使用されている衣装は、全てChristian Diorによるもの。当時、表参道と246号線沿いに飾ってあった同ブランドの広告看板のイメージ・キャラクターを務めていた事からとされる。

## 収録曲
1. COLOR OF SOUL [4:28]
作詞：Natsumi Watanabe
作曲：Miki Watanabe
編曲：h-wonder
2. It's too late [5:55]
作詞：Kumi Koda
作曲：Tetsurou Oda
編曲：h-wonder
3. Trust Your Love "Hex Hector Japanese Radio Mix" [3:09]
Remixed by Hex Hector
4. Trust Your Love "BLACKWATCH Remix" [7:48]
Remixed by BLACKWATCH
5. COLOR OF SOUL "Instrumental" [4:27]
6. It's too late "Instrumental" [5:55]

## タイアップ
- 日本テレビ系「AX MUSIC FACTORY」AX POWER PLAY#050 オープニングテーマ (#1)

## 楽曲の収録アルバム
- COLOR OF SOUL
  - 『affection』
  - 『BEST 〜first things〜』
  - 『BEST 〜2000-2020〜』(ファンクラブ限定盤)

## 収録ライブ映像
- COLOR OF SOUL
  - 『Koda Kumi 15th Anniversary First Class 2nd LIMITED LIVE at STUDIO COAST』(WALK OF MY LIFE、ファンクラブ限定盤)